# Seguieria
Seguieria es un género con 28 especies de plantas fanerógamas perteneciente a la familia de las fitolacáceas. 

## Especies
- Seguieria aculeata
- Seguieria affinis
- Seguieria alberti
- Seguieria americana
- Lista de especies